# Scharlaken Koord
Scharlaken Koord is een christelijke instantie die zich bezighoudt met hulpverlening aan prostituees. De organisatie werd opgericht in maart 1985 door de Amsterdammer Johan Frinsel sr., als onderdeel van de stichting Tot Heil des Volks. Het is vernoemd naar het scharlaken koord dat voorkomt in het Bijbelverhaal over Rachab, een prostituee die met dit koord twee Israëlieten helpt ontsnappen uit de stad Jericho. 

## Visie op prostitutie
De organisatie heeft niet als doel om prostitutie te verbannen, maar om de vrouwen te helpen die "het werk zat zijn en lichamelijk zijn uitgeput". De organisatie veroordeelt de vrouwen niet, maar vindt dat vrouwen die als prostituee werken het doel missen waarvoor zij (door God) zijn gemaakt. De aard van de hulp aan prostituees die hieruit volgt, richt zich hierdoor op wezenlijk andere aspecten dan die van de Rode Draad, die juist als doel heeft om rechtspositie van prostituees als beroepsgroep te versterken, en de werkomstandigheden te verbeteren. Prostituees die door Scharlaken Koord geholpen worden, worden niet met het christelijk geloof geconfronteerd als ze dat niet willen, aldus de organisatie zelf. Ook volgens het regionale televisiekanaal AT5 zijn er geen signalen dat Scharlaken Koord haar overtuiging opdringt aan prostituees.

## Activiteiten
Aanvankelijk bestond het werk van Scharlaken Koord uit het opzoeken van de prostituees achter de ramen om een luisterend oor te bieden, hen het evangelie vertellen en hulp aan te bieden. Deze hulp was praktisch, en richtte zich onder andere op het verstrekken van kleding, schoenen en meubels. Ook was er een opvanghuis waar niet-Nederlandse vrouwen die terug wilden naar hun land van herkomst het in orde maken van hun papieren konden afwachten. Verder was er in de Barndesteeg een aanloophuis, waar de vrouwen terechtkonden voor een gesprek en hulp.
Scharlaken Koord begon in 2002 met een uitstapprogramma voor prostituees. Dit programma bestaat uit zowel mentale ondersteuning als praktische hulp, die erop gericht is om de vrouwen weg van de prostitutie te krijgen. Het richt zich onder meer op het aanvragen van een ziektekostenverzekering en een uitkering. Ook helpen ze bij scholing en huisvesting en wordt er bemiddeld wanneer de vrouwen hun kinderen niet meer mogen zien.
Als uitbreiding op het uitstapprogramma startte in 2008 een project onder de naam "Een nieuw perspektief", in een samenwerkingsverband tussen Scharlaken Koord (initiatiefnemer), Randstad HR Solutions en de gemeente Amsterdam. Deze samenwerking moest gaan leiden tot bemiddeling bij en omscholing tot ander werk, door trainingen en werkervaringsplaatsen te bieden. Deze samenwerking is een onderdeel van het project "Een nieuw perspectief" van de gemeente Amsterdam.
Scharlaken Koord beperkt zich niet tot werken onder prostituees. Zo gaf de gemeente Amsterdam in 2005 aan Scharlaken Koord de opdracht om een preventieprogramma op te zetten over loverboys. Dit programma zou onder meer bestaan uit preventielessen op scholen in het speciaal onderwijs, om te voorkomen dat jongens dader, en meisjes slachtoffer zouden worden.

## Samenwerking en contact
De organisatie onderhoudt contact met verschillende andere organisaties. Samenwerking is er met andere organisaties op de gebieden die buiten het bereik van Scharlaken Koord vallen. Contact en indien nodig samenwerking is er, buiten de eerder in dit artikel genoemde instellingen, onder meer met politie, GGD's, Bonded Labour in Nederland (BLinN), Expertisecentrum Mensenhandel/Mensensmokkel (EMM), International Organisation for Migration (IOM), Stichting tegen Vrouwenhandel, Advies- en Meldpunt Kindermishandeling (AMK), Bureau Jeugdzorg en andere organisaties die hulp aan prostituees bieden.

## Onder vuur vanaf 2009
In 2009 kwam Scharlaken Koord onder vuur te liggen in de politiek. De organisatie bleek, als overheidssubsidie ontvangende hulpverleningsinstantie, uitsluitend christelijk personeel te werven voor een functie in Haarlem en Amsterdam. De gemeenteraad van Amsterdam adviseerde het gemeentebestuur om - mede na eerdere vergelijkbare discussies dat jaar rond de sponsoring van het jongerenwerk van Youth for Christ - niet langer in zee te gaan met organisaties die alleen personeel met een specifieke geloofsovertuiging werven. Het gemeentebestuur nam dit advies uiteindelijk niet over. Ook de fractie in Haarlem had twijfels, maar ging toch overstag wegens gebrek aan seculiere alternatieve organisaties. Scharlaken Koord zou voor de periode van één jaar subsidie krijgen, waarna een niet-religieuze organisatie het uitstapprogramma zou overnemen. Door het geringe vertrouwen van de gemeente in de organisatie, in combinatie met de beperkte duur en hoge opstartkosten van het project besloot Scharlaken Koord uiteindelijk te bedanken voor de opdracht in Haarlem.
Uiteindelijk is Scharlaken Koord in 2010 van start gegaan met een hulpverleningsprogramma en is daar tot op heden werkzaam. Het werk van Scharlaken Koord is inmiddels uitgebreid naar de Haarlemmermeer en Zuid-Kennemerland.
In 2011 en 2012 kwam ook in de gemeenteraad van Deventer het werk van Scharlaken Koord onder vuur te liggen. Een meerderheid van de raad bleek in juni 2012 de subsidie aan het uitstapprogramma van de organisatie te willen stopzetten, vanwege ontevredenheid met de geboekte resultaten en de evaluatie van het werk.